# Mall (nhạc nền)
Mall: Music from the Motion Picture (Mall: Âm nhạc từ Bộ phim Điện ảnh) là nhạc phim gốc của bộ phim truyền hình Mỹ năm 2014 tên là Mall, bao gồm các bài hát do Chester Bennington, Dave Farrell, Joe Hahn và Mike Shinoda (từ ban nhạc rock người Mỹ Linkin Park) sáng tác, thu âm và biểu diễn cùng Alec Puro, tay trống của ban nhạc rock người Mỹ Deadsy. Nó được phát hành thông qua Warner Bros. và Machine Shop vào ngày 12 tháng 12 năm 2014. Nhạc phim được sản xuất bởi Mike Shinoda và Brad Delson, cùng với Rob Cavallo và Bill Boyd, cả hai đều là nhà sản xuất điều hành.
Album được bán trong các cửa hàng iTunes của Úc và New Zealand.

## Thu âm
Các bài hát và nhạc nền cho nhạc phim đều được thu âm từ năm 2011 đến năm 2013. Ban nhạc đã thu âm nhạc phim song song với việc thu âm album phòng thu thứ năm của họ, Living Things (2012). Nhạc phim cũng được thu âm song song với album phối lại thứ hai của họ Recharged (2013) và album phòng thu thứ 6 là The Hunting Party (2014). Một số bài hát được làm lại từ các bản demo mà họ đã thu âm trước đó.

## Danh sách bài hát
Tất cả các ca khúc được viết bởi Joe Hahn và Alec Puro, trừ phi được chú thích khác; tất cả bài hát được sản xuất bởi Hahn và Puro, trừ phi được chú thích khác.
| MALL (Music from the Motion Picture) | MALL (Music from the Motion Picture)          | MALL (Music from the Motion Picture)                     | MALL (Music from the Motion Picture) | MALL (Music from the Motion Picture) |
| STT                                  | Nhan đề                                       | Sáng tác                                                 | Nhà sản xuất                         | Thời lượng                           |
| ------------------------------------ | --------------------------------------------- | -------------------------------------------------------- | ------------------------------------ | ------------------------------------ |
| 1.                                   | "White Noise"                                 | Chester Bennington, Dave Farrell, Joe Hahn, Mike Shinoda | Shinoda                              | 3:05                                 |
| 2.                                   | "Jeff Walks"                                  |                                                          |                                      | 1:00                                 |
| 3.                                   | "Mall Blueprint"                              |                                                          |                                      | 1:15                                 |
| 4.                                   | "Jeff Makes Observations"                     |                                                          |                                      | 2:17                                 |
| 5.                                   | "Mal RX7" (Instrumental)                      |                                                          | Shinoda                              | 1:10                                 |
| 6.                                   | "Barry's Story"                               |                                                          |                                      | 0:59                                 |
| 7.                                   | "Changing Room Tease"                         |                                                          |                                      | 1:20                                 |
| 8.                                   | "Danny in Police Car - Mal Gears Up"          |                                                          |                                      | 1:43                                 |
| 9.                                   | "Mal Gives Barry Second Chance - Mal Unloads" |                                                          |                                      | 2:29                                 |
| 10.                                  | "Mall Carnage - Mal Stalked"                  |                                                          |                                      | 3:17                                 |
| 11.                                  | "It Goes Through"                             | Bennington, Farrell, Hahn, Shinoda                       | Shinoda                              | 3:15                                 |
| 12.                                  | "Cops Arrive"                                 |                                                          |                                      | 1:27                                 |
| 13.                                  | "Danny's Lucky Day"                           |                                                          |                                      | 2:28                                 |
| 14.                                  | "Jeff Philosophizes to Donna"                 |                                                          |                                      | 1:08                                 |
| 15.                                  | "Jeff and Donna Connect"                      |                                                          |                                      | 0:54                                 |
| 16.                                  | "Jeff Trips in the Mirror"                    |                                                          |                                      | 0:42                                 |
| 17.                                  | "Adele and Danny in the Backseat"             |                                                          |                                      | 2:35                                 |
| 18.                                  | "Mal vs. Helicopter"                          |                                                          |                                      | 1:08                                 |
| 19.                                  | "Devil's Drop"                                | Bennington, Farrell, Hahn, Shinoda                       | Shinoda                              | 3:00                                 |
| 20.                                  | "TV Comes to Life - Mal and Jeff"             |                                                          |                                      | 4:20                                 |
| Tổng thời lượng:                     | Tổng thời lượng:                              | Tổng thời lượng:                                         | Tổng thời lượng:                     | 47:12                                |

## Danh đề
- Âm nhạc và trình diễn bởi Chester Bennington, Dave Farrell, Joe Hahn, Mike Shinoda & Alec Puro
- Nhạc nền do Mike Shinoda, Joe Hahn và Alec Puro sản xuất
- Giám đốc phụ trách âm nhạc cho Paragon Pictures: Erika Hampson
- Giám sát âm nhạc: The Collective
- Album do MPSE, Irl Sanders biên soạn
- Chỉ đạo nghệ thuật và thiết kế bởi Frank Maddocks
- Âm nhạc do Shie Rozow thu âm và hòa âm
- Dịch vụ sản xuất âm nhạc: Etan Mates
- Giám sát biên tập âm nhạc: Shie Rozow
- Âm nhạc bổ sung bởi Alaina Blair [3]
- Chuẩn bị âm nhạc: Ryan Neil
- Nhà thầu âm nhạc: Ryan Neil (từ The Collective)
- Kỹ thuật: Ethan Mates
- Trợ lý kỹ thuật: Jennifer Langdon, Brendan Dekora và Alejandro Baima
- Lập trình Synth: Mike Shinoda
- Phối âm: Neal Avron
- Mastering: Emily Lazar, Brian "Big Bass" Gardner
- Hỗ trợ mastering: Rich Morales
- Giọng ca chính: Mike Shinoda
- Giọng ca phụ: Mike Shinoda
- Giọng ca: Chester Bennington
- Guitar: Mike Shinoda
- Guitar bass: Dave "Phoenix" Farrell
- Trống: Alec Puro
- Bàn xoay: Joe Hahn
- Đàn organ: Mike Shinoda
- Sampling và lập trình: Joe Hahn và Mike Shinoda

## Lịch sử phát hành
| Khu vực        | Ngày                      | Định dạng             | Hãng đĩa                            |
| -------------- | ------------------------- | --------------------- | ----------------------------------- |
| Úc             | Ngày 12 tháng 12 năm 2014 | Tải xuống kỹ thuật số | Warner Bros. Records                |
| Đức            | Ngày 12 tháng 12 năm 2014 | Tải xuống kỹ thuật số | Warner Bros. Records                |
| Ấn Độ          | Ngày 12 tháng 12 năm 2014 | Tải xuống kỹ thuật số | Warner Bros. Records                |
| Thụy Sĩ        | Ngày 12 tháng 12 năm 2014 | Tải xuống kỹ thuật số | Warner Bros. Records                |
| Vương quốc Anh | Ngày 12 tháng 12 năm 2014 | Tải xuống kỹ thuật số | Warner Bros. Records                |
| Hoa Kỳ         | Ngày 12 tháng 12 năm 2014 | Tải xuống kỹ thuật số | Warner Bros. Records, Mahcine Shop  |
| Đức            | Ngày 15 tháng 12 năm 2014 | Gói DVD               | Warner Bros. Records                |
| Hoa Kỳ         | Ngày 15 tháng 12 năm 2014 | Gói DVD               | Warner Bros. Records / Mahcine Shop |